# شاشامانه
شاشامانه (به لاتین: Shashamane) یک شهرک در اتیوپی است که در منطقه اورومیا واقع شده‌است. شاشامانه ۱۲۲٬۰۴۶ نفر جمعیت دارد.